# هارتلی وینتنی
هارتلی وینتنی (به انگلیسی: Hartley Wintney) یک روستا و محله مدنی در بریتانیا است که در Hart واقع شده‌است. هارتلی وینتنی ۴٬۹۹۹ نفر جمعیت دارد.